# RottenGraffty
RottenGraffty (ロットングラフティー) är ett japanskt rockband grundat 1999 i Kyoto. Musiken blandar olika stilar som punkrock, alternativ rock, heavy metal, hardcore, hiphop, electronica och reggae.

## Medlemmar
- Nobuya Murase (村瀬 展弥) – Sång
- Naoki "N∀OKI" Makizawa (沢直 樹) – Sång
- Kazuomi Nakakita (仲北 和臣) – Gitarr/Programmering
- Yuichi "侑威地 (Yuichi )" Adachi (安達 友一) – Bas
- Hiroshi Nakama (中間 弘士) – Trummor

## Diskografi

### Minialbum
- RADICAL PEACE×RADICAL GENOCIDE - 2001
- GRIND VIBES - 2002
- SYNCHRONICITIZM - 2003

### EP
- Life Is Beautiful - 2015
- Goodbye To Romance - 2021

### Album
- CL∀SSICK - 2004
- えきさぴこ (EKISAPIKO) - 2005
- This World - 2010
- FAMILIARIZE - 2011
- Walk - 2013
- PLAY - 2018
- HELLO - 2022
- わびさび (Wabi Sabi) - 2025

### DVD
- TOUR2010 This World　～KYOTO MUSE 2DAYS～」 - 2010
- SILVER&GOLD - 2012

### Singlar
- 暴イズDEAD (Bou Is Dead) - 2001
- 悪巧み～Merry Christmas Mr.Lawrence (Warudakumi ~ Merry Christmas Mr.Lawrence) - 2003
- ケミカル犬 (E for 20) - 2004
- CHAOS in terminal - 2005
- palm - 2006
- form - 2006
- マンダーラ (Mandāra) - 2006
- まいどおおきに (Maido Ookini) - 2008
- D.A.N.C.E - 2012
- 世界の終わり (Sekai no Owari) - 2014
- So... Start - 2016
- 70cm Shihou no Madobe - 2017
- ハレルヤ (Hallelujah) - 2019
- 永遠と影 (Towa to Kage) - 2020
- 表題曲 (Goodbye To Romance) - 2021
- 秋桜 (Akizakura) - 2022
- 暁アイデンティティ (Akatsuki Identity) - 2024

### Best Of
- Silver - 2011
- Gold - 2011
- You Are ROTTENGRAFFTY - 2020